# Achille Varzi
Achille Varzi (ur. 8 sierpnia 1904 w Galliate, zm. 1 lipca 1948 na Circuit Bremgarten w Bernie) – włoski motocyklista i kierowca wyścigowy, nosił przydomek „Człowiek z Lodu”. Zadebiutował w barwach Alfa Romeo i Maserati. W 1935 przeniósł się z Bugatti, do zespołu Auto Union. W 1936 uzależnił się od morfiny i wycofał się z wyścigów. Po wojnie startował w barwach Alfy Romeo. Podczas treningu przed wyścigiem Grand Prix Szwajcarii w Bernie wpadł w poślizg i zginął pod przewróconym samochodem.